# 阪口芳太郎
阪口 芳太郎（さかぐち よしたろう、1892年（明治25年）1月5日 - 1965年（昭和40年）1月15日）は、日本の陸軍軍人。最終階級は陸軍中将。大阪府出身。

## 略歴
- 1920年（大正9年）11月22日 - 陸軍大学校（第32期）卒業
- 1936年（昭和11年）8月1日 - 陸軍航空兵大佐
- 1939年（昭和14年）3月9日 - 陸軍少将
- 1941年（昭和16年）11月6日 - 陸軍中将
- 1942年（昭和17年）8月4日 - 航空評議会評議員[2]
- 1943年（昭和18年）5月19日 - 第4飛行師団長
- 1944年（昭和19年）3月22日 - 南方軍総参謀副長
- 1945年（昭和20年）6月30日 - 予備役

## 栄典
- 従四位
- 勲二等
- 1942年（昭和17年）7月6日 - タイ王国・白象第一等勲章[3]

## 参考資料
- 『陸海軍将官人事総覧・陸軍篇』 芙蓉書房
- 福川秀樹 編著『日本陸軍将官辞典』芙蓉書房出版、2001年。ISBN 4829502738。